# Клобук (тврђава)
Клобук је средњовјековни град у Републици Српској, подигнут на платоу Миротинске греде крај села Клобук. Национални је споменик Босне и Херцеговине.

## Историја
Град Клобук се налази на косом платоу Миротинских греда, изнад села Аранђелова и долине рјечице Сушице испод стрмих стијена на југу и села Клобук на сјеверу.
Претпоставља се да је саграђен у 9. вијеку. У дјелу Константина Порфирогенета О управљању царством половином 10. вијека наводи у области Травуније град у жупи Врм. Тврђава се спомиње и за вријеме кнеза Војислава у 11. вијеку. Град Клобук је у саставу државе Немањића до 1377. године када овај крај прелази у руке босанске властеле. Најприје је био у посједу властеле Санковића, а затим од 1395. до 1442. године у посједу Павловића који су освојили Санковиће. Од Павловића га преотима Стефан Вукчић Косача 1438. године. Током 15. вијека у њему је у име господара владао кнез, а уз њега и кастелан као војни заповједник.
Турци су заузели Клобук 1477. године, а од тада је у Клобуку стално смјештена посада турске војске; која се у тврђави заджала све до 1878. године, када су пружили жесток отпор аустроугарским снагама. Тврђава добија на значају после Карловачког мира 1699. године, када постаје истакнута тачка према посједима Велеције у Далмацији и према Црној Гори. За вријеме Османлија, припадао је Херцеговачком санџаку.
Унутар Клобука испред некадашње цркве, на чијим темељима је саграђена џамија налази се стећак племића Вукосава Землића, на коме пише „Асе лежи Вукосав Землић”. Од некадашњег града данас су само боље сачуване куле у висини до 6 .